# Luke Strong
Luke Strong é um personagem fictício da novela britânica ITV Coronation Street . Interpretado por Craig Kelly, o personagem apareceu ao longo de 2009. Luke assumiu a participação de Carla Connor ( Alison King ) na fábrica do Submundo com Tony Gordon ( Gray O'Brien ). Ele conhecia o falecido marido de Carla, Paul Connor ( Sean Gallagher ).

## Criação

### Contexto
As informações sobre o personagem surgiram pela primeira vez no final de 2008, quando foi revelado que ele havia sido criado como um novo chefe da fábrica do submundo, para substituir a personagem Carla Connor, enquanto a atriz estava de licença maternidade. Falando sobre o personagem e os planos para ele, um porta-voz da novela disse: “Parece que Tony pode ter encontrado seu par em Luke Strong. Ele é um homem meio misterioso e Tony não sabe quais são seus motivos para entrar no negócio ou como ele conhece Carla. Luke certamente tornará as coisas difíceis para o Sr. Gordon." Informações posteriores sobre o personagem foram reveladas e quais links o personagem tinha com outro personagem dentro do show. Foi assim que Luke foi para a escola secundária com o personagem de Carla em setembro de 1986 a junho de 1991. Na adolescência, ele a namorou e eles se tornaram bons amigos e ele se tornou amigo do namorado e futuro marido de Carla, Paul. Luke então perdeu contato com Carla depois que ela e Paul se casaram em 1999 e começaram a administrar seu próprio negócio.

### Gravações
Para o papel de Luke Strong, nenhuma audição foi realizada. Em vez disso, o ator Craig Kelly recebeu o papel. O próprio Kelly revelou durante uma entrevista como o papel surgiu, dizendo: "Literalmente começou com um telefonema dos produtores e foi a partir daí. Se qualquer outra novela tivesse ligado, eu provavelmente teria dito 'não'. Como era Corrie e o colapso do personagem era tão fantástico, pensei comigo mesmo 'por que não? !' Conheci a equipe e me ofereceram o papel. Eu instintivamente sabia que isso era para mim. Mesmo que seja um grande passo e uma mudança de direção para mim, ainda é atuar e ainda estou sendo pago pelo que amo fazer. É tudo emocionante e bastante surreal, especialmente quando você entra na rua pela primeira vez. Eu nunca interpretei um personagem tão parecido comigo quanto Luke antes. Eu realmente só interpretei transexuais psicóticos ou gays que são como capachos. Eles têm papéis de personagens muito variados e é raro que um papel tão divertido como Luke apareça, uma pena que ele não tenha as qualidades sociopatas que eu gosto." Na época, ele também foi questionado se o personagem já tinha certas características, com Kelly dizendo: "Eles começaram a escrever para mim depois do casting, então isso é emocionante - se eu optar por dar a ele algumas peculiaridades ou um carrapato, os escritores vai trabalhar com isso." Sobre as primeiras cenas, ele disse: "Nas minhas primeiras duas semanas, recebi 19 cenas, mas no final, percebi que na tela provavelmente seriam cerca de sete dias da vida de Luke. Você tem que ser paciente quando está tentando construir um personagem na novela - são pequenos, pequenos passos."
Em 18 de junho de 2009, foi anunciado que o ator Craig Kelly deixaria o papel, depois de menos de um ano. Ele então saiu do show em 19 de outubro de 2009.

## Recepção
O ator Craig Kelly afirmou que sua principal base de fãs são mulheres na faixa dos 70 e 80 anos, comentando: "É meu fetiche. Eu tenho uma fã muito dedicada chamada Elsie, que tem 91 anos." Após o anúncio de que Craig Kelly deixaria seu papel, Kris Green, do Digital Spy, disse que a saída do personagem foi a notícia mais frustrante da semana, apontou-o como um dos personagens mais promissores da série em anos, observou Craig Kelly's ' desempenho incrível, mas que ele ficou bastante desapontado com o tempo investido em um personagem que foi essencialmente construído como o principal macho alfa da rua.